# Лотарингская операция
Лотарингская операция — сражение на Западном фронте Первой мировой войны, проходившее с 14 по 25 августа 1914 года. Завершилось победой германской армии и отходом французских войск, являлось частью Приграничного сражения 1914 года.
Наступление французов силами 1-й и 2-й армий началось 14 августа в общем направлении на Сарбур (фр. Sarrebourg) в Лотарингии. Германские войска здесь имели пять корпусов и три кавалерийские дивизии 6-й германской армии. С утра 15 августа и на правом фланге 1-й армии французы предприняли новое наступление более крупными силами, образовав для этого специальную Эльзасскую армию.
Так как к этому времени уже окончательно стало ясно намерение германского командования наступать через Бельгию, то целью новой операции французов в Верхнем Эльзасе было приковать к этому району как можно большее количество германских войск и не позволить перебрасывать их на усиление северного германского крыла.
2-я французская армия и части 1-й армии, медленно наступали с незначительными боями и к 18—20 августа заняли Сарбур, Шато-Сален и другие селения. К 19 августа на правом фланге Эльзасской армии французам также вновь удалось занять район Мюльхаузена (ныне Мюлуз), так как большая часть германских сил к этому времени была передвинута из Мюльхаузена к северу.
Однако к 25 августа войскам 6-й и 7-й германских армий, удалось полностью отбросить французов к их исходным позициям.
Хотя тактически Лотарингская операция окончилась полной победой германских войск, в стратегическом плане её результаты были неоднозначными. Немцы отбросили 1-ю и 2-ю французские армии на запад, чем помогли французам консолидировать фронт своих войск на западном театре военных действий.

## Комментарии
1. ↑  Не путать с Саарбургом в Германии (нем. Saarburg).